# Luisa d'Assia-Kassel
Luisa d'Assia (in tedesco Luise Wilhelmine Friederike Caroline Auguste Julie von Hessen-Kassel; in danese Louise Wilhelmine Frederikke Caroline Auguste Julie; Kassel, 7 settembre 1817 – Palazzo Bernstorff, 29 settembre 1898) è stata una principessa tedesca e la regina consorte dal 15 novembre 1863 del re Cristiano IX di Danimarca.

## Biografia

### Infanzia e antenati

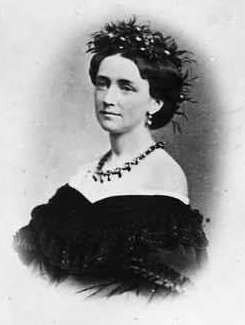
Luisa in giovane età

Luisa d'Assia era una discendente dell'antica famiglia principesca dei Langravi d'Assia, ma visse in Danimarca dall'età di tre anni ed ebbe ascendenza danese. Nei conflitti politici e dinastici che imperversarono in Danimarca durante la sua vita, si considerò sempre in opposizione al nazionalismo tedesco e protesse gli interessi danesi principalmente per la sua educazione e il rango all'interno del regno di Danimarca.
Era una figlia del Principe Guglielmo d'Assia e Luisa Carlotta di Danimarca (1789–1864). Sua madre, una Principessa di Danimarca, la vide diventare Principessa Ereditaria di Danimarca e poi Regina di Danimarca. I nonni paterni di Luisa erano il Principe Federico d'Assia, fratello minore di Guglielmo I, Elettore d'Assia, e la Principessa Carolina di Nassau-Usingen; I nonni materni di Luisa erano Sofia Federica di Meclemburgo-Schwerin ed il Principe Ereditario Federico di Danimarca e Norvegia, qualche volta Reggente di Danimarca e Norvegia e figlio più giovane del Re Federico V di Danimarca.
Come nipote del re Cristiano VIII, che regnò in Danimarca tra il 1839 ed il 1848, Luisa era molto vicina alla successione dopo diverse persone della casa reale di Danimarca che erano anziane e senza figli. Da bambini, suo fratello Federico Guglielmo, le sue sorelle e lei erano i parenti più prossimi del re Cristiano VIII che era in grado di generare eredi. Era facile vedere che la successione agnatica da re Federico III di Danimarca si sarebbe probabilmente estinta nell'arco di una generazione. Luisa era una delle femmine discendenti da Federico III di Danimarca e godeva (secondo la legge semi-salica) del diritto alla successione nel caso in cui la sua linea maschile si fosse estinta. Lei ed i suoi fratelli non erano discendenti agnatici del Casato degli Oldenburg e dei Duchi di Schleswig-Holstein, quindi non idonei per ereditare i ducati gemelli, dato che esisteva un certo numero di linee agnatiche ammissibili a ereditare quei territori.

### Matrimonio reale con suo cugino

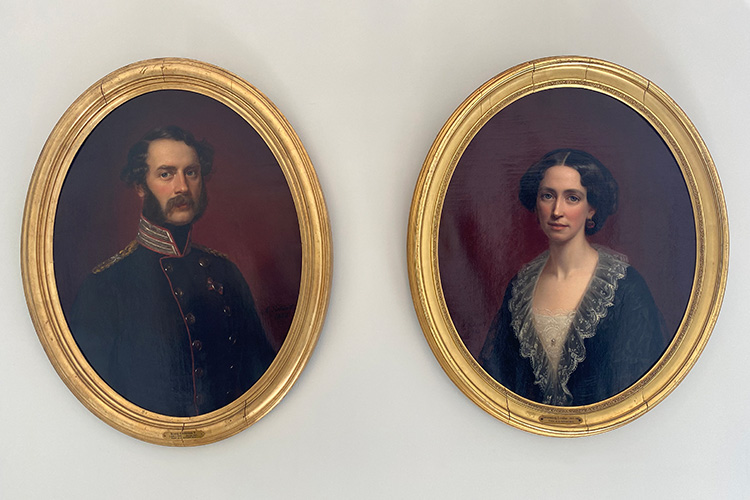
Cristiano e Luisa negli anni '40 dell'Ottocento

Luisa sposò al Palazzo di Amalienborg a Copenaghen il 26 maggio 1842 un cugino di secondo grado, il Principe Cristiano di Schleswig-Holstein-Sonderburg-Glücksburg. Egli fu presto scelto come principe ereditario di Danimarca e successivamente salì al trono danese come re Cristiano IX. Il matrimonio potenziò notevolmente gli sforzi di Cristiano di assicurarsi il trono danese, dato che esso legò due pretendenti concorrenti i cui figli avrebbero ottenuto una connessione maggiore all'antica linea di sangue della monarchia danese.
Attraverso suo padre, Cristiano era membro di un ramo cadetto maschile del Casato degli Oldenburg (era un diretto discendente in linea maschile di Cristiano III di Danimarca). Era anche un discendente agnatico di Edvige di Schauenburg (contessa di Oldenburg), madre del primo re Cristiano I di Danimarca, i cui figli maschi erano eredi "semi-salici" del fratello senza figli Conte Adolfo VIII di Holstein, che morì nel 1459, ultimo Duca Schauenburg di Schleswig e Conte di Holstein. Come tale, Cristiano era idoneo a succedere nei ducati gemelli di Schleswig-Holstein, ma non era il primo nella linea.
Cristiano era anche un bisnipote di re Federico V di Danimarca, attraverso sua madre Luisa Carolina, Duchessa di Lyksborg, la cui madre Luisa (Langravina d'Assia) era la terza figlia femmina di Re Federico. Cristiano, orfano giovane, crebbe nella famiglia reale danese sotto la tutela di sua zia materna la regina Maria Sofia Federica, moglie di Federico VI di Danimarca.

### Regina di Danimarca

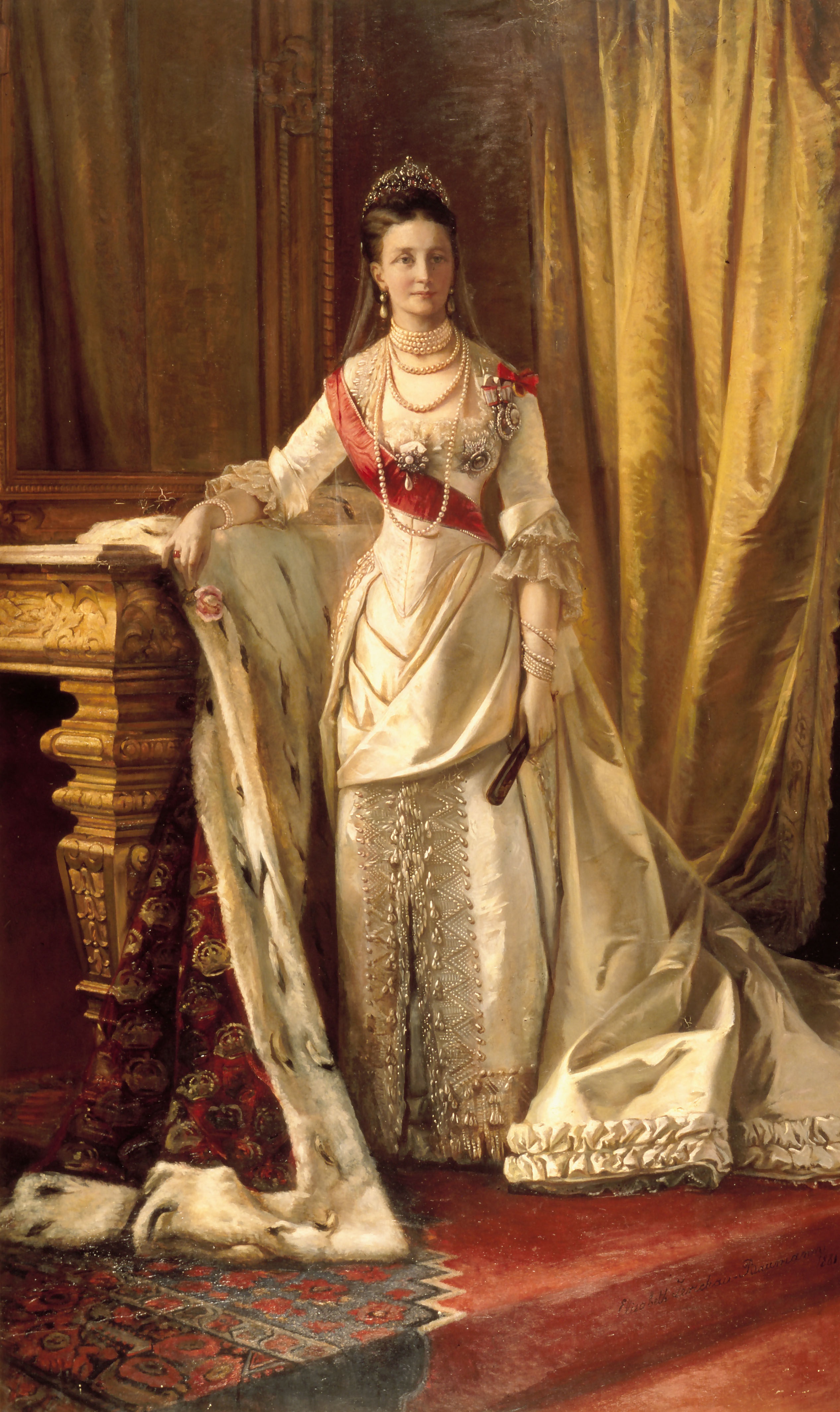
Ritratto di Stato in abito da incoronazione come Regina di Danimarca

Luisa revocò i suoi diritti di successione al suo consorte nel 1851. Diventò Principessa della Corona nel 1853 e Regina consorte nel 1863. Louise ebbe un rapporto teso con Re Federico VII, il cui matrimonio con la di umili origini e indecorosa Louise Rasmussen lei non approvava. Si ritiene che il suo proprio matrimonio sia stato felice, e la coppia divenne fortemente legata l'un l'altro durante gli anni della lotta per la successione. Luisa fu devotamente leale al suo consorte, e si dice che egli abbia fatto affidamento sulla sua intelligenza, giudizio e forza psicologica, le quali erano considerate superiori alle sue.
La coppia continuò la vita familiare semplice e intima a cui era abituata anche dopo che diventarono re e regina. Quando la figlia di Luisa, Thyra, diede alla luce un figlio illegittimo dopo la sua relazione con un ufficiale militare nel 1871, la Regina Luisa predispose che tutta la faccenda fosse tenuta segreta al pubblico. La Regina Luisa visse una vita isolata dal popolo e non cercò il riconoscimento da, o un rapporto con il pubblico, ma si focalizzò invece sull'energetica politica familiare, e fece grandi sforzi per organizzare matrimoni dinastici per i suoi figli.

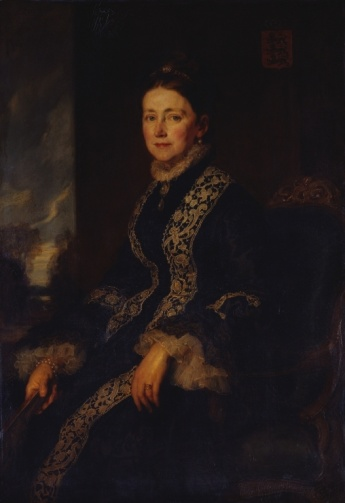
La regina Luisa ritratta da Hans Camon

Le unioni brillanti organizzate per i suoi figli diedero alla dinastia danese lo status internazionale. Le sue annuali riunioni di famiglia a Bernstorff o Fredensborg attiravano maggiore attenzione ogni anno e la resero un simbolo popolare della vita familiare.
Luisa fu attiva come patrona di un gran numero di organizzazioni caritatevoli già da principessa della corona: nel 1862, fondò Louisestiftelsen, dove le ragazze orfane erano educati a una vita come domestiche, cosa che illustrava le sue idee conservatrici. Era interessata alla musica e alla pittura e finanziò molti artisti. Alcuni dei suoi dipinti furono esposti e dati in dono ai membri di altre dinastie. Durante i suoi ultimi anni diventò sorda, e due infermiere provenienti da una scuola per infermieri che lei aveva fondato provvedevano ai suoi bisogni. Luisa fu Regina di Danimarca per 35 anni, più di qualsiasi altra regina consorte danese prima di lei.

### Morte
Alla sua morte nel 1898, fu sepolta nella Cattedrale di Roskilde vicino a Copenaghen; nel 1908 lo scultore Edvard Eriksen, meglio conosciuto come creatore della Statua della Sirenetta, fu incaricato di realizzare delle sculture per il suo sarcofago.
Suo nipote, Carlo Federico d'Assia, sposato con una nipote della regina Vittoria e dell'imperatore tedesco Guglielmo I, è stato eletto Re Carlo di Finlandia nel 1918. Non ha mai assunto la posizione.

## Discendenza

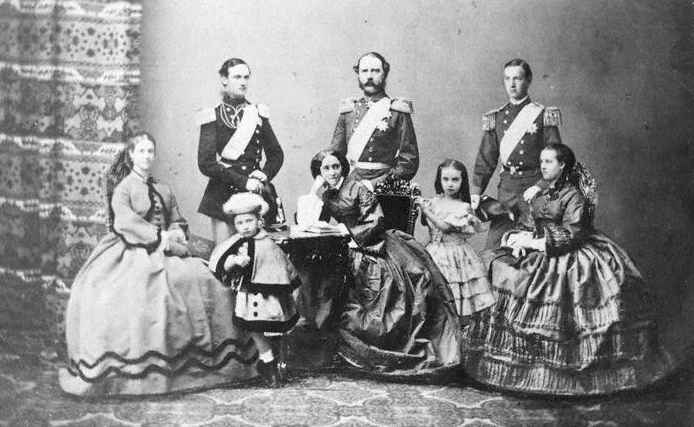
Luisa e la sua famiglia (1862). In piedi, da sinistra a destra: Federico, Cristiano IX, Giorgio. Seduti, da sinistra a destra: Dagmar, Valdemaro, Luisa, Thyra e Alessandra

Luisa ebbe sei figli da Cristiano IX di Danimarca:
- Principe Federico, futuro re Federico VIII di Danimarca (3 giugno 1843 - 14 maggio 1912); sposò la principessa Luisa di Svezia ed ebbero figli;
- Principessa Alessandra, futura regina consorte di Edoardo VII del Regno Unito (1º dicembre 1844 - 20 novembre 1925); ebbero figli;
- Principe Guglielmo (24 dicembre 1845 - 18 marzo 1913), futuro re Giorgio I di Grecia; sposò Ol'ga Konstantinovna Romanova di Russia ed ebbero figli;
- Principessa Dagmar, futura consorte dello zar Alessandro III di Russia (26 novembre 1847 - 13 ottobre 1928); ebbero figli;
- Principessa Thyra, futura consorte di Ernesto Augusto di Hannover, terzo duca di Cumberland (29 settembre 1853 - 26 febbraio 1933); ebbero figli;
- Principe Valdemaro (27 ottobre 1858 - 14 gennaio 1939); sposò la principessa Maria d'Orléans (13 gennaio 1865 - 4 dicembre 1909) ed ebbero figli.

## Onorificenze

Il monogramma personale della regina Luisa.

### Nonna d'Europa

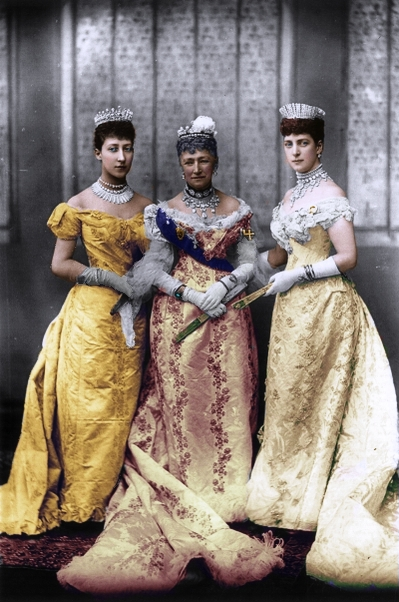
Luisa (centro) con sua figlia Alessandra, Principessa di Galles, e la nipote Luisa

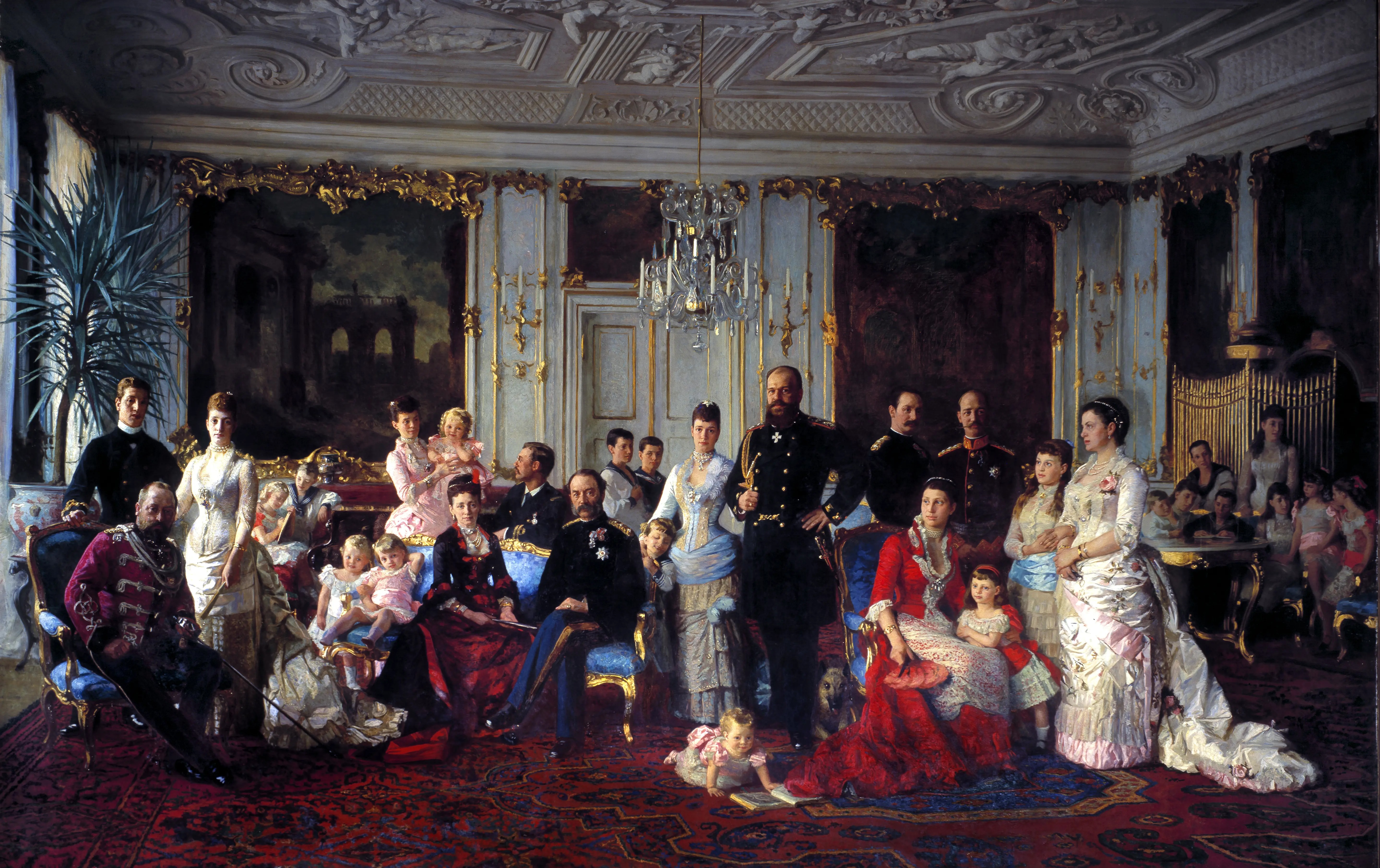
Cristiano IX e la sua famiglia nella Garden Hall del Palazzo di Fredensborg. Dipinto del 1883 ad opera di Laurits Tuxen.

Il grande successo dinastico dei sei figli, è stato in larga misura non al talento di Cristiano IX stesso, ma dovuto alle ambizionidinastiche di Luisa. Alcuni hanno paragonato le sue capacità dinastiche con quelle della consuocera, la Regina Vittoria del Regno Unito.
| Cristiano IX di Danimarca | Federico VIII di Danimarca Re di Danimarca                  | Cristiano X di Danimarca Re di Danimarca          | Federico IX di Danimarca Re di Danimarca               | Margherita II di Danimarca Regina di Danimarca                                   |
| Cristiano IX di Danimarca | Federico VIII di Danimarca Re di Danimarca                  | Cristiano X di Danimarca Re di Danimarca          | Federico IX di Danimarca Re di Danimarca               | Anna Maria di Danimarca Regina consorte dei Greci                                |
| Cristiano IX di Danimarca | Federico VIII di Danimarca Re di Danimarca                  | Ingeborg di Danimarca                             | Astrid di Svezia Regina consorte dei Belgi             | Giuseppina Carlotta del Belgio Granduchessa consorte di Lussemburgo              |
| Cristiano IX di Danimarca | Federico VIII di Danimarca Re di Danimarca                  | Ingeborg di Danimarca                             | Astrid di Svezia Regina consorte dei Belgi             | Baldovino del Belgio Re dei Belgi                                                |
| Cristiano IX di Danimarca | Federico VIII di Danimarca Re di Danimarca                  | Ingeborg di Danimarca                             | Astrid di Svezia Regina consorte dei Belgi             | Alberto II del Belgio Re dei Belgi                                               |
| Cristiano IX di Danimarca | Federico VIII di Danimarca Re di Danimarca                  | Ingeborg di Danimarca                             | Marta di Svezia                                        | Harald V di Norvegia Re di Norvegia                                              |
| Cristiano IX di Danimarca | Federico VIII di Danimarca Re di Danimarca                  | Haakon VII di Norvegia Re di Norvegia             | Olav V di Norvegia Re di Norvegia                      | Harald V di Norvegia Re di Norvegia                                              |
| Cristiano IX di Danimarca | Alessandra di Danimarca Regina consorte del Regno Unito     | Maud del Galles Regina consorte di Norvegia       | Olav V di Norvegia Re di Norvegia                      | Harald V di Norvegia Re di Norvegia                                              |
| Cristiano IX di Danimarca | Alessandra di Danimarca Regina consorte del Regno Unito     | Giorgio V del Regno Unito Re del Regno Unito      | Edoardo VIII del Regno Unito Re del Regno Unito        |                                                                                  |
| Cristiano IX di Danimarca | Alessandra di Danimarca Regina consorte del Regno Unito     | Giorgio V del Regno Unito Re del Regno Unito      | Giorgio VI del Regno Unito Re del Regno Unito          | Elisabetta II del Regno Unito Regina del Regno Unito                             |
| Cristiano IX di Danimarca | Giorgio I di Grecia Re dei Greci                            | Andrea di Grecia                                  | Filippo di Edimburgo Principe consorte del Regno Unito |                                                                                  |
| Cristiano IX di Danimarca | Giorgio I di Grecia Re dei Greci                            | Costantino I di Grecia Re dei Greci               | Giorgio II di Grecia Re dei Greci                      |                                                                                  |
| Cristiano IX di Danimarca | Giorgio I di Grecia Re dei Greci                            | Costantino I di Grecia Re dei Greci               | Alessandro di Grecia Re dei Greci                      | Alessandra di Grecia Regina consorte di Jugoslavia                               |
| Cristiano IX di Danimarca | Giorgio I di Grecia Re dei Greci                            | Costantino I di Grecia Re dei Greci               | Elena di Grecia                                        | Michele I di Romania Re di Romania                                               |
| Cristiano IX di Danimarca | Giorgio I di Grecia Re dei Greci                            | Costantino I di Grecia Re dei Greci               | Paolo di Grecia Re dei Greci                           | Sofia di Grecia Regina consorte di Spagna e Costantino II di Grecia Re dei Greci |
| Cristiano IX di Danimarca | Thyra di Danimarca                                          | Ernesto Augusto III di Brunswick                  | Federica di Hannover Regina consorte dei Greci         | Sofia di Grecia Regina consorte di Spagna e Costantino II di Grecia Re dei Greci |
| Cristiano IX di Danimarca | Dagmar di Danimarca Imperatrice consorte di tutte le Russie | Nicola II di Russia Imperatore di tutte le Russie |                                                        |                                                                                  |

## Ascendenza
|                                        |                         |                                             | Genitori                                                              |  |  | Nonni |  |  | Bisnonni                   |  |  | Trisnonni                     |  |
|                                        |                         |                                             |                                                                       |  |  |       |  |  | Federico II d'Assia-Kassel |  |  | Guglielmo VIII d'Assia-Kassel |  |
|                                        |                         |                                             |                                                                       |  |  |       |  |  | Federico II d'Assia-Kassel |  |  | Guglielmo VIII d'Assia-Kassel |  |
|                                        |                         | Dorotea Guglielmina di Sassonia-Zeitz       |                                                                       |  |  |       |  |  | Federico II d'Assia-Kassel |  |  |                               |  |
| Federico d'Assia-Kassel                |                         |                                             |                                                                       |  |  |       |  |  | Federico II d'Assia-Kassel |  |  |                               |  |
|                                        |                         | Maria di Hannover                           | Giorgio II di Gran Bretagna                                           |  |  |       |  |  |                            |  |  |                               |  |
|                                        |                         | Maria di Hannover                           | Giorgio II di Gran Bretagna                                           |  |  |       |  |  |                            |  |  |                               |  |
|                                        |                         | Maria di Hannover                           | Carolina di Brandeburgo-Ansbach                                       |  |  |       |  |  |                            |  |  |                               |  |
| Guglielmo d'Assia-Kassel               |                         | Maria di Hannover                           |                                                                       |  |  |       |  |  |                            |  |  |                               |  |
|                                        |                         | Carlo Guglielmo di Nassau-Usingen           | Carlo di Nassau-Usingen                                               |  |  |       |  |  |                            |  |  |                               |  |
|                                        |                         | Carlo Guglielmo di Nassau-Usingen           | Carlo di Nassau-Usingen                                               |  |  |       |  |  |                            |  |  |                               |  |
|                                        |                         | Carlo Guglielmo di Nassau-Usingen           | Cristiana Guglielmina di Sassonia-Eisenach                            |  |  |       |  |  |                            |  |  |                               |  |
| Carolina di Nassau-Usingen             |                         | Carlo Guglielmo di Nassau-Usingen           |                                                                       |  |  |       |  |  |                            |  |  |                               |  |
|                                        |                         | Carolina Felicita di Leiningen-Dagsburg     | Cristiano Carlo Reinardo di Leiningen-Dachsburg-Falkenburg-Heidesheim |  |  |       |  |  |                            |  |  |                               |  |
|                                        |                         | Carolina Felicita di Leiningen-Dagsburg     | Cristiano Carlo Reinardo di Leiningen-Dachsburg-Falkenburg-Heidesheim |  |  |       |  |  |                            |  |  |                               |  |
|                                        |                         | Carolina Felicita di Leiningen-Dagsburg     | Caterina Polissena di Solms-Rödelheim                                 |  |  |       |  |  |                            |  |  |                               |  |
| Luisa d'Assia-Kassel                   |                         | Carolina Felicita di Leiningen-Dagsburg     |                                                                       |  |  |       |  |  |                            |  |  |                               |  |
|                                        | Federico V di Danimarca | Cristiano VI di Danimarca                   |                                                                       |  |  |       |  |  |                            |  |  |                               |  |
|                                        | Federico V di Danimarca | Cristiano VI di Danimarca                   |                                                                       |  |  |       |  |  |                            |  |  |                               |  |
|                                        | Federico V di Danimarca | Sofia Maddalena di Brandeburgo-Kulmbach     |                                                                       |  |  |       |  |  |                            |  |  |                               |  |
| Federico di Danimarca                  | Federico V di Danimarca |                                             |                                                                       |  |  |       |  |  |                            |  |  |                               |  |
|                                        |                         | Giuliana Maria di Brunswick-Lüneburg        | Ferdinando Alberto II di Brunswick-Lüneburg                           |  |  |       |  |  |                            |  |  |                               |  |
|                                        |                         | Giuliana Maria di Brunswick-Lüneburg        | Ferdinando Alberto II di Brunswick-Lüneburg                           |  |  |       |  |  |                            |  |  |                               |  |
|                                        |                         | Giuliana Maria di Brunswick-Lüneburg        | Antonietta Amalia di Brunswick-Wolfenbüttel                           |  |  |       |  |  |                            |  |  |                               |  |
| Luisa Carlotta di Danimarca            |                         | Giuliana Maria di Brunswick-Lüneburg        |                                                                       |  |  |       |  |  |                            |  |  |                               |  |
|                                        |                         | Luigi di Meclemburgo-Schwerin               | Cristiano Ludovico II di Meclemburgo-Schwerin                         |  |  |       |  |  |                            |  |  |                               |  |
|                                        |                         | Luigi di Meclemburgo-Schwerin               | Cristiano Ludovico II di Meclemburgo-Schwerin                         |  |  |       |  |  |                            |  |  |                               |  |
|                                        |                         | Luigi di Meclemburgo-Schwerin               | Gustava Carolina di Meclemburgo-Strelitz                              |  |  |       |  |  |                            |  |  |                               |  |
| Sofia Federica di Meclemburgo-Schwerin |                         | Luigi di Meclemburgo-Schwerin               |                                                                       |  |  |       |  |  |                            |  |  |                               |  |
|                                        |                         | Carlotta Sofia di Sassonia-Coburgo-Saalfeld | Francesco Giosea di Sassonia-Coburgo-Saalfeld                         |  |  |       |  |  |                            |  |  |                               |  |
|                                        |                         | Carlotta Sofia di Sassonia-Coburgo-Saalfeld | Francesco Giosea di Sassonia-Coburgo-Saalfeld                         |  |  |       |  |  |                            |  |  |                               |  |
|                                        |                         | Carlotta Sofia di Sassonia-Coburgo-Saalfeld | Anna Sofia di Schwarzburg-Rudolstadt                                  |  |  |       |  |  |                            |  |  |                               |  |
|                                        |                         | Carlotta Sofia di Sassonia-Coburgo-Saalfeld |                                                                       |  |  |       |  |  |                            |  |  |                               |  |